# Усуспільнення

## Соціалізація
Термін, що використовується соціологами, соціальними психологами, антропологами, політологами та педагогами і звертається до довічного процесу успадкування та поширення норм, звичаїв та ідеології. Це може забезпечити людину з уміннями і навичками необхідними для участі у їх власному суспільстві, суспільство та культура розвивається через безліч загальних норм, звичаїв, цінностей, традицій, соціальних ролей, символи й мови. Соціалізація, таким чином , це явище за допомогою якого є збережені соціальна та культурна безперервність. 
Соціалізація, однак, не є нормативним терміном: він описує процес, який може або не може вплинути на рефлексії агента, і які можуть привести або не привести до бажаного або «морального», наслідку. Індивідуальні думки з деяких питань, такі, як раса чи економіка, можуть бути соціалізовані (і в тій мірі, нормалізовані) в суспільстві.
Багато соціально-політичних теорій стверджують, що соціалізація забезпечує лише часткове пояснення людських вірувань і поведінки;, що агенти не є «чистими аркушами» визначила їх середовищі. Деякі наукові дослідження дають деякі свідчення того, що люди можуть і вони повинні бути сформовані як соціальні чинники і провідні провідні учасники у фрмуваненні білологічного середовища. 
Генетичні дослідження показали, що довкілля людини взаємодіє з її генотипом та впливає на поведінкові результати , в той час як лінгвістичну теорію породжують граматики демонструючи, як щось, що є здатністю пристосування до змін протягом всього життя.